# Euryplegma
Euryplegma is een monotypisch geslacht van sponsdieren uit de klasse van de Hexactinellida.

## Soort
- Euryplegma auriculare Schulze, 1886